# Deutsche Poolbillard-Meisterschaft 1989 (Senioren)
Die Deutsche Poolbillard-Meisterschaft 1989 war die fünfte Austragung zur Ermittlung der nationalen Meistertitel der Senioren in der Billardvariante Poolbillard. Sie wurde in Gladbeck ausgetragen.
Es wurden die Deutschen Meister in den Disziplinen 14/1 endlos, 8-Ball, 9-Ball und 8-Ball-Pokal ermittelt.

## Medaillengewinner
| Disziplin    | Gold                           | Silber                                | Bronze                             | 4. Platz                       |
| ------------ | ------------------------------ | ------------------------------------- | ---------------------------------- | ------------------------------ |
| 14/1 endlos  | Dieter Peetz (BSV Berlin)      | Roy Laird (BCV Kaiserslautern)        | Werner Fischer (1. PBC Leverkusen) | Hans Maldoner (PBC Karlsruhe)  |
| 8-Ball       | Jac Bosshammer (Burtscheid)    | Vandeeratanakus (PBF MA-Ludwigshafen) | Lambert Heuschkel (Burtscheid)     | Roy Laird (BCV Kaiserslautern) |
| 9-Ball       | Lambert Heuschkel (Burtscheid) | Vandeeratanakus (PBF MA-Ludwigshafen) | Mehmet Aksoyer (Rheinland-Pfalz)   | Egon Marzluff (PC Mörfelden)   |
| 8-Ball-Pokal | Roy Laird (BCV Kaiserslautern) | Dieter Peetz (BSV Berlin)             | Hans Maldoner (PBC Karlsruhe)      | Josef Brand (Rhein-Ruhr)       |